# Laserharfe

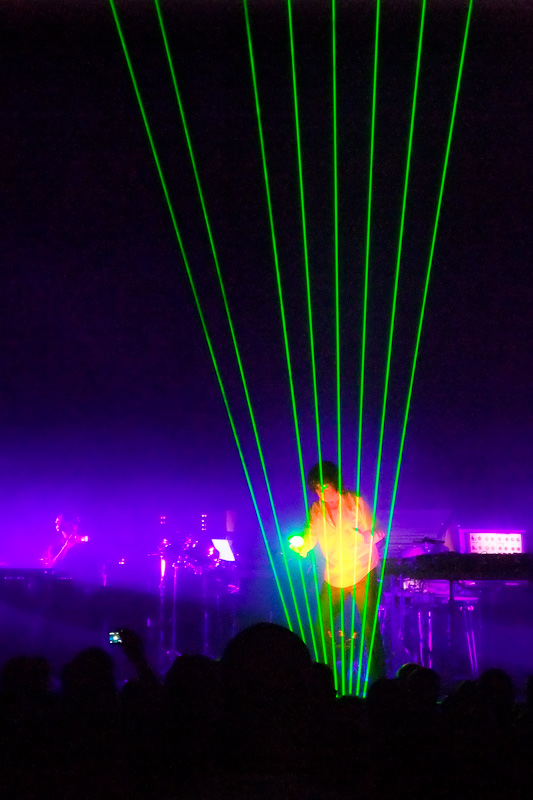
Jean Michel Jarre spielt Laserharfe, Helsinki 2009

Eine Laserharfe ist eine Benutzerschnittstelle, um ein elektronisches Musikinstrument zu steuern und eine Lasershow, die aus mehreren Laserstrahlen besteht. Diese werden (analog zum Anzupfen von Harfensaiten) mit den Händen unterbrochen, um Signale zur Erzeugung von Tönen zu geben.
Die erste funktionsfähige Laserharfe soll 1980 von Bernard Szajner (Patent: FR2502823 (A1) Date de priorité: 27. Mars 1981)  hergestellt worden sein. Bekannt wurde das Instrument durch Konzerte von Jean-Michel Jarre. Medien berichten über die Laserharfe und bieten Anleitungen zu ihrer Herstellung an.
Eine Laserharfe hat im Allgemeinen einen einzigen Laser, dessen Strahl in eine parallele oder fächerförmige Anordnung von Strahlen aufgeteilt wird. Wird ein Strahl unterbrochen, wird dies von Fotowiderständen oder Fotodioden registriert, die mit einer elektronischen Baugruppe verbunden sind, welche den entsprechenden Ton aktiviert. Der eigentliche Ton wird üblicherweise mit einem Synthesizer, Sampler oder Computer erzeugt. Es wird unterschieden zwischen rahmenlosen Laserharfen und solchen, die in Form einer klassischen Harfe oder einer beliebigen anderen Form von einem Rahmen umgeben sein können.